# Резня в Лекки
Резня в Лекки — массовое убийство, произошедшее 20 октября 2020 года в Лагос, Нигерия.

## История
Ночью 20 октября 2020 года, около 18:50 нигерийские военные открыли огонь по мирным демонстрантам движения End SARS на платных воротах Лекки в Лагос, Нигерия. Amnesty International заявила, что по меньшей мере 12 протестующих были убиты во время стрельбы. Поступали жалобы на пропавших без вести, а некоторые были госпитализированы и находятся в критическом состоянии. Через день после инцидента, 21 октября, губернатор штата Лагос, Babajide Sanwo-Олу, первоначально отрицал сообщения о каких-либо человеческих жертвах, но позже признал в интервью CNN, что два человека были убиты. Нигерийская армия изначально отрицала, что стрельба когда-либо происходила, и утверждала, что ни один из военнослужащих никогда не был на платных воротах, что видеозаписи военных, стреляющих в толпу, были «отфотошоплены». 
Через неделю, однако, нигерийская армия признала, что она направила солдат к платным воротам по приказу губернатора штата Лагос. На следующий день губернатор написал в Твиттере: «Необходимо объяснить, что ни один губернатор не контролирует правила применения вооружённых сил». Его твит был воспринят как означающий, что он не отдавал таких приказов.
23 октября 2020 года губернатор в своём твиттере написал: «Сегодня, похоже, хороший день, чтобы приступить к работе по восстановлению Лагоса и положить конец жестокости полиции», прикрепив список сотрудников полиции, на которых открыты уголовные дела за преступления, связанные с нарушением прав человека.